# Protanypus caudatus
Protanypus caudatus är en tvåvingeart som beskrevs av Edwards 1924. Protanypus caudatus ingår i släktet Protanypus och familjen fjädermyggor. Arten är reproducerande i Sverige. Inga underarter finns listade i Catalogue of Life.